# ذا غاسلايت أنثيم
ذا غاسلايت أنثيم (بالإنجليزية : The Gaslight Anthem) هي مجموعة روك غنائية أميريكية من نيوجيرسي مكونة من براين فالون وأليكس روزاميليا بيني هوروويتز وأليكس لافين تكونت الفرقة في عام 2006 .
أطلقت الفرقة أول البوماتها الغنائية Sink Or Swim في عام 2007 و أطلقوا ثاني ألبوماتهم The '59 Sound في عام 2008 عبر SideOneDummyRecords و ثالث ألبوماتهم American Slang جاء في عام 2010 و بعدها انتجوا ألبومي Handwritten و Get Hurt في عامي 2012 و 2014 على التوالي عبر Island Records .

## تاريخ الفرقة

### قبل تكوين الفرقة
قبل تكوين الفرقة كان براين فالون في عدد من الفرق الغنائية الأخرى و بعد ذلك تكونت فرقة غاسلايت من براين و صديقه مايك فولب و أليكس لافين و بيني هوروويتز بعد ذلك تم تغيير اسم الفرقة إلى غاسلايت أنثيم و غادر فولب الفرقة و انضم أليكس روزامايليا نيابة عنه و تم تكوين الفرقة بشكلها الحالي عام 2006 . قاموا بأول حفل لهم في مدينة نيوجيرسي بالولايات المتحدة في نفس العام .

### ألبومSink Or Swim
تلقى أول البوم لمجموعة غاسلايت انتقادات إيجابية سواء من المختصين و من المعجبين و بعدها أطلقت الفرقة EP جديد يدعى Señor and the Queen في عام 2008 نسبة لنجاح الالبوم السابق به 4 أغنيات .

### ألبومThe '59 Sound
الالبوم الثاني للفرقة و هو أول ألبوم كامل نزل للأسواق في أغسطس عام 2008 عن طريق شركة SlideOneDummy للإنتاج .
الأغنية الأولى من الألبوم Great Expectations تم فيها ذكر (إستيلا) الشخصية الخيالية من رواية الكاتب الشهير تشارلز ديكنز التي تحمل نفس اسم الأغنية و أحد اغاني الألبوم I'da called you Woody, Joe استخدمت كموسيقى رئيسية في الجزء الأول و الثاني من لعبة Skate .
شاركت الفرقة في عده مهرجانات بعدها أهمها مهرجان لتخليد ذكرى جوني كاش و عده مهرجانات حيث أدت الفرقة أغنية '59 Sound برفقة بروس سبرينغتون . شاركت في مهرجانات أوروبية أيضا و أصبحت أول فرقة تنشر في غلاف مجلة كيران بدون ان يتم الكتابة عنها مسبقاً .

### ألبومHandwritten
في يونيو 2010 اقر فالون بأنهم بدأوا في كتابة ألبوم جديد بهذا الاسم عبر مدونته الشخصية في الإنترنت و أنه لن ينتهي من إنتاج الألبوم إلى عام 2011 لكن بعد فترة نشر بأنهم قد بدأوا في التسجيل و سينتهي الألبوم بعد عده أشهر فقط و في مقابلة أعلن أنهم انتهوا من تسجيل أغنية واحده فقط حتى اللحظة وهي Biloxi Parish و أنهم يعملون على الأغاني الباقية .
بعد ذلك اعلنت الفرقة عبر صفحتها في فيسبوك أنهم وقعوا عقداً مع شركة Mercury Records للإنتاج و بعد الانتهاء من تسجيل الإغاني أعلن عبر صفحتهم في موقعتويتر أن عنوان الألبوم سيكون Handwritten و جاء عن طريق شركة SideOneDummy أيضاً .

### ألبومGet Hurt
في يونيو 2013 أعلنت الفرقة عبر موقع تمبلر أنهم يعملون على إنتاج أغاني جديده لمهرجان الصيف و سينتهي انتاجها في عام 2014 و تكون جاهزة للتوزيع .
قال فالون في أحد مقابلاته مع مجلة رولينغ ستون أن الألبوم الجديد (سيكون مختلف تماما عن كل ما انتجته الفرقة من قبل) و في يونيو 2014 أعلن عبر الإنترنت أن اسم الألبوم سيكون Get Hurt و أنتجوا أغنية مفردة باسم Stay Vicious عبر آيتونز بعد ذلك .

## أعضاء الفرقة
- براين فالون : المغني الرئيسي و عازف غيتار 
 *أليكس روزاميليا : عازف غيتار 
 *بيني هوروويتز : عازف الطبول 
 *أليكس لافين : عازف بيس و دعام

## روابط خارجية
- ذا غاسلايت أنثيم على موقع IMDb (الإنجليزية)
- ذا غاسلايت أنثيم على موقع ميوزك برينز (الإنجليزية)
- ذا غاسلايت أنثيم على موقع رولينغ ستون (الإنجليزية)
- ذا غاسلايت أنثيم على موقع رولينغ ستون (الإنجليزية)
- ذا غاسلايت أنثيم على موقع أول ميوزيك (الإنجليزية)
- ذا غاسلايت أنثيم على موقع ديسكوغز (الإنجليزية)